# Chrysometa yunque
Espèce
Chrysometa yunque est une espèce d'araignées aranéomorphes de la famille des Tetragnathidae.

## Distribution
Cette espèce est endémique de Porto Rico.

## Description
La femelle holotype mesure 3,4 mm et le mâle paratype 2,3 mm.

## Étymologie
Son nom d'espèce lui a été donné en référence au lieu de sa découverte, El Yunque.

## Publication originale
- Levi, 1986 : The Neotropical orb-weaver genera Chrysometa and Homalometa (Araneae: Tetragnathidae). Bulletin of the Museum of Comparative Zoology, vol. 151, no 3, p. 91-215 (texte intégral).